# 霍斯特·扬克赫费尔
霍斯特·扬克赫费尔（德語：Horst Jankhöfer，1942年1月26日—），德国前男子手球运动员。他曾代表东德国家队参加1972年夏季奥林匹克运动会手球比赛，结果队伍获得第四名。